# Hans Höppner (Biologe)

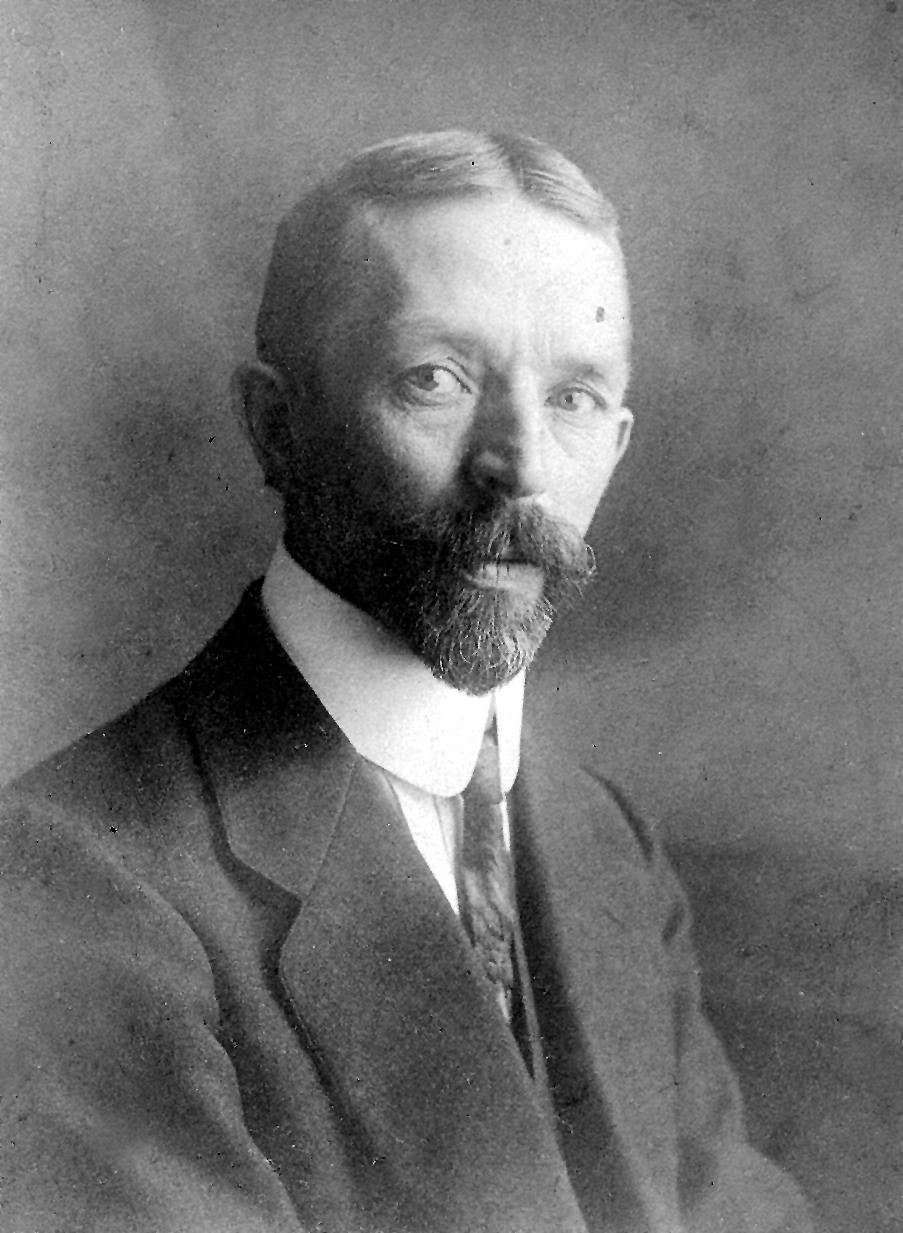
Hans Höppner

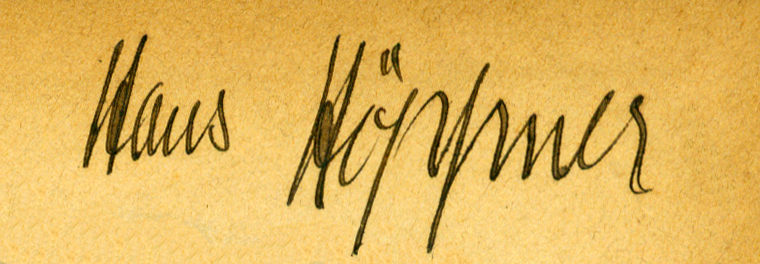
Schriftprobe von Hans Höppner.

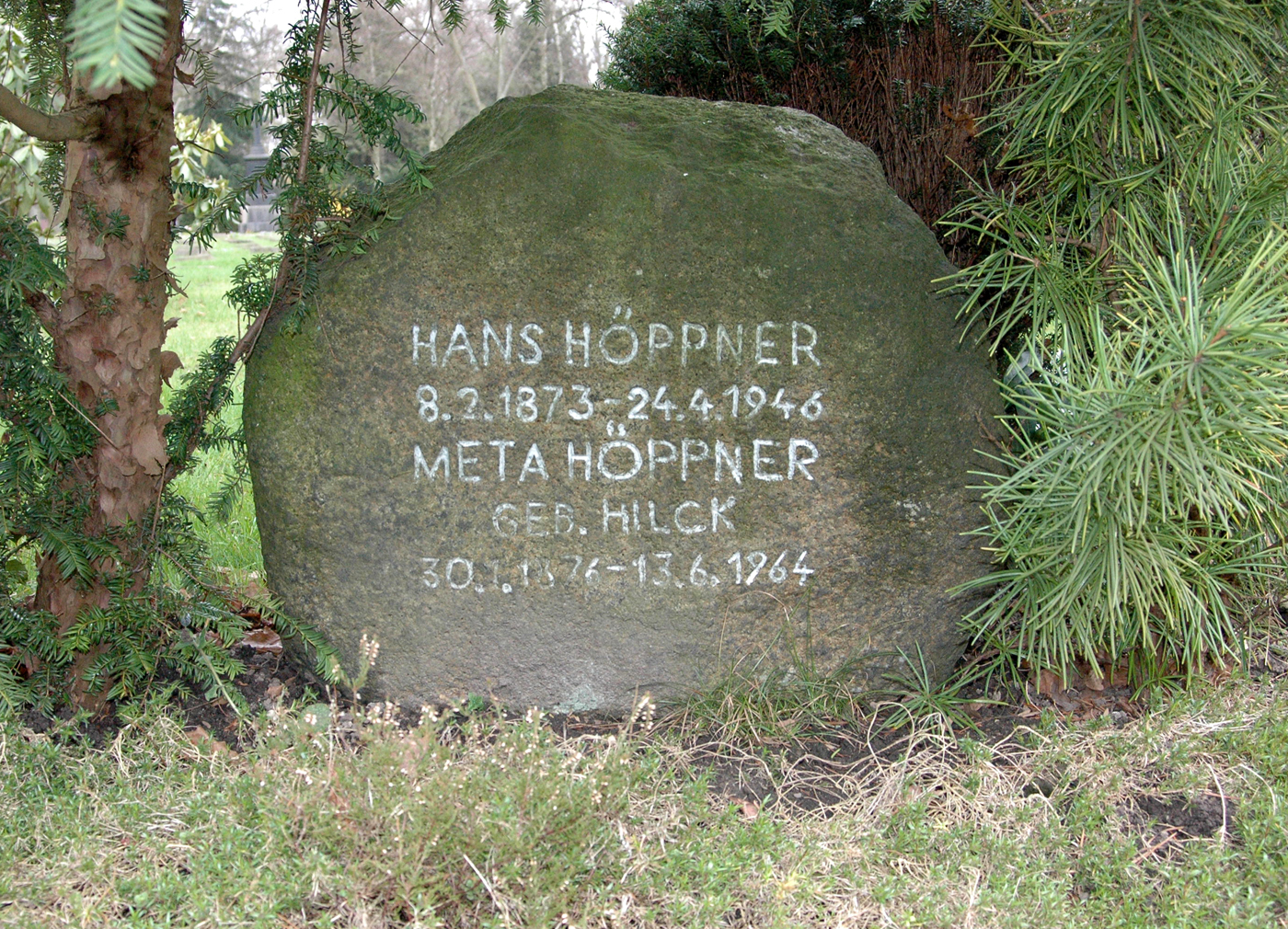
Grab von Hans und Meta Höppner auf dem Hauptfriedhof Krefeld, alter Teil, Fläche J angrenzend an Fläche Y.

Hans Höppner (* 8. Februar 1873 in Bremen; † 24. April 1946 in Krefeld) war ein deutscher Biologe, Botaniker und Entomologe. Er wird auch als der Botaniker des Niederrheins bezeichnet. Sein offizielles botanisches Autorenkürzel lautet „Höppner“.

## Leben
Höppner wuchs in Bremen auf. Er wählte den Beruf des Lehrers. Nach dem Studium verbrachte er kurze Zwischenstationen in Hammah, Freißenbüttel und Hünxe, bis er als dreißigjähriger Lehrer eine Stelle in Krefeld bekam. Der Vater von Höppner war Hafenmeister.
Höppner war verheiratet mit Meta Höppner geb. Hilk (* 30. Januar 1876, † 13. Juni 1964). Aus der Ehe gingen fünf Töchter hervor.
Neben seinem Beruf als Realschullehrer in Krefeld und seiner Tätigkeit als Botaniker und Entomologe betreute Höppner im Naturwissenschaftlichen Museum der Stadt Krefeld das Herbarium und arbeitete hier in den Entomologischen Sammlungen mit.
Als seine größten wissenschaftlichen Errungenschaften gelten seine Forschungen im Bereich der Entomologie, hier besonders der Lebensweise von Stechimmenarten und der botanischen Erfassung des Niederrheins. Aus seinen Forschungsergebnissen erarbeitete er insgesamt 89 Veröffentlichungen. Ein großes Herbarium wird in Krefeld und viele Hunderte von präparierten Insekten werden in zahlreichen entomologischen Sammlungen aufbewahrt. Die Sammlungsbelege von Höppner haben auch heute noch eine große Bedeutung, da sie die ehemalige Vielfalt der Pflanzen und Tierwelt von Gebieten dokumentieren, die heute in diesen oftmals nicht mehr vorhanden ist.

## Ehrungen
- Ehrenmitglied im Naturhistorischen Verein der Rheinlande und Westfalens, verliehen am 12. Januar 1943
- Ehrenmitglied im Naturwissenschaftlichen Verein zu Krefeld, verliehen am 8. Februar 1943

## Werke
- HÖPPNER, H . (1897a): Über zwei unbekannte oder weniger bekannte Hummelnester. - Ent. Nachr., 23(21): 313-316; Berlin.
- HÖPPNER, H. (1897b): Über die bei Freißenbüttel vorkommenden Farbenvarietäten des Bombus soroens is F..- Ent. Nachr., 23(22): 329-331; Berlin.
- HÖPPNER, H. (1898a): Nordwestdeutsche Schmarotzerbienen.- Jahrbuch d. Ver. für Naturkunde an der Unterweser; Bremerhaven.
- HÖPPNER, H. (1898b): Zur Hummelfauna des Regierungsbezirks Stade. - Blätter für die Volksschule, 1898: 282-287; Verden.
- HÖPPNER, H. (1898c): Stelis minima SCHENK.- Ent. Nachr., 24(20): 306-309; Berlin.
- HÖPPNER, H. (1899a): Zur Biologie nordwestdeutscher Hymenopteren. I Das Werben der Männchen bei Hymenopteren. II Megachile an alis NYLANDER. - Illustr. Z. Ent., 4(24): 374-378, 3 Abb.; Berlin.
- HÖPPNER, H. (1899b): Nordwestdeutsche Schmarotzerbienen.- Nachr. Jahrbuch d. Ver. für Naturkunde an der Unterweser, 1898: 18-56; Bremerhaven.
- HÖPPNER, H. (1899c): Epeolus similis nov. sp.- Ent. Nachr., 25(23): 355-356; Berlin.
- HÖPPNER, H. (1900a): Nor dwestdeutsche Schmarotzerbienen. Nachtrag.- Nachr. Jahrbuch d. Ver. für Naturkunde an der Unterweser, 1899: 59-66; Bremerhaven.
- HÖPPNER, H. (1900b): Beiträge zur Bienenfauna der Lüneburger Heide.- Jahrbuch d. Ver. für Naturkunde an der Unterweser, 1900: 9-22; Bremerhaven.
- HÖPPNER, H. (1901a): Weitere Beiträge zur Biologie nordwestdeutscher Hymenopteren I. - Eucera difficilis (DUF.) PER..- Allgem. Zeitschr. für Entomologie, 6(3): 33-35; Berlin.
- HÖPPNER, H. (1901b): Weitere Beiträge zur Biologie nordwestdeutscher Hymenopteren II.- Über das Vorkommen mehrerer Bombus-Arten in einem Neste. Allgem. Zeitschr. für Entomologie, 6(9): 132-134, 1 Abb.; Berlin.
- HÖPPNER, H. (1901c): Weitere Beiträge zur Biologie nordwestdeutscher Hymenopteren III.- Prosopis Kriechbaumeri FÖRST. - Allgem. Zeitschr. für Entomologie, 6(12): 291-293; Berlin.
- HÖPPNER, H. (1901d): Zur Biologie der Gattung Prosopis.- Jahrbuch d. Ver. für Naturkunde an der Unterweser, 1900: 56-58; Bremerhaven.
- HÖPPNER, H. (1901e): Die Bienenfauna der Dünen und Weserabhänge zwischen Uesen und Baden.- Abhdl. d. Naturw. Ver. Bremen, 15(2): 231-255; Bremen.
- HÖPPNER, H . (1902a): Weitere Beiträge zur Biologie nordwestdeutscher Hymenopteren IV. Wird der Deckel der Prosopis -Zelle von den Larven oder den Müttern hergestellt?.- Allg. Zeitschrift für Entomol., VII(7/8): 134-136, 1 Abb. ; Berlin.
- HÖPPNER, H. (1902b): Weitere Beiträge zur Biologie nordwestdeutscher Hymenopteren. V. Odynerus (Micro dyneru s) exilis H. S.- Allg. Zeitschr. für Entomol., VII(9): 180-183, 2 Abb.; Berlin.
- HÖPPNER, H. (1902c): Weiter e Beiträge zur Biologie nordwestdeutscher Hymenopteren. VI. Über einige Nestbauten des Bombus soroeensis F. var. proteus GERST.- Allg. Zeitschr. für Entom ol., VII(16): 298-301, 1 Abb.; Berlin.
- HÖPPNER, H. (1903a): Weitere Beiträge zur Bienenfauna der Lüneburger Heide und Mitteilungen über das Vorkommen einiger Gold- und Faltenwespen daselbst.- Jahrbuch d. Ver. für Naturkunde an der Unterweser, 1903: 17-27; Bremerhaven.
- HÖPPNER, H. (1903b): Beiträge zur Biologie nordwestd. Hym enopteren. a) Osmia parvula DUF. et PERR. und ihr Schmarotzer Stelis ornatula NYL. b) Über Ammophila subulosa F., eine Sandwespe.- Jahrbuch d. Ver. für Naturkunde an der Unterweser, 1903: 36-38; Bremerhaven.
- HÖPPNER, H. (1903c): Weiter e Beiträge zur Biologie nordwestdeutscher Hymenopteren. VII. Caenocryptus bimaculatus GRV.- Allg. Zeitschr. für Entomol., VIII(10/11): 194-202; Berlin.
- HÖPPNER, H. (1904): Zur Biologie der Rubus-Bewohner. I. Gasteruption assectator F., ein neuer Schmarotzer der Rubus bewohnenden Prospisarten. - Allg. Zeitschr . für Entomol., 9(5/6): 97-103.- II. Osmia parvula DUF. et PERR., Osmia leucomelaena K. und ihr Schmarotzer Stelis ornutula NYL., 9(7/8): 129-134.- III. Eurytoma rubicola GIR. und ihre Wirte, 9(9/10): 161-171; Berlin.
- HÖPPNER, H. (1907a): Flora des Niederrheins.- 1. Auflage, 343 S.; Krefeld (Halfmann).
- HÖPPNER, H. (1907b): Botanische Skizzen vom Niederrhein.- Berichte über die Vers. des Bot. u. Zool. Vereins für Rheinland-Westfalen, 1907: E51-58; Bonn
- HÖPPNER, H. (1908a): Zur Biologie der Rubus-Bewohner. II. Die Konkurrenz um die Nistplätze 1. - Z. wiss. Ins Biol. , 4(5): 176-180, 6 Abb.; Berlin.
- HÖPPNER, H. (1908b): Zur Biologie der Rubus-Bewohner. II. Die Konkurrenz um die Nistplätze 2. - Z. wiss. InsBiol. , 4(10): 368-375, 6 Abb.; Berlin.
- HÖPPNER, H. (1909a): Flora des Niederrheins.- 2. Auflage, 308 S. ; Krefeld (Halfmann).
- HÖPPNER, H. (1909b): Beiträge zur Biologie niederrheinischer Rubusbewohner . 1. Odynerus (Ancistrocerus) trifasciatus F., 2. Crabro (Solenius) vagus F., 3. Prosopis Rinki GORSKY.- Verh. naturhist. Ver. preuß. Rheinl.- Westf. , 66: 265-275, 1 Taf (7 Abb); Bonn.
- HÖPPNER, H. (1909c): Fünfte Versammlung zu Krefeld am 5. und 6. Juni 1909. Bericht über die Sitzungen und Exkursionen des Botanischen und Zoologischen Vereins (Botanik).- Ber. ü. d. Vers. des Bot. u. d. Zool. Ver. für Rheinland-Westfalen, 1909: E1-8; Bonn.
- HÖPPNER, H. (1910a): Zur Biologie der Rubus-Bewohner. II. Die Konkurrenz um die Nistplätze 3-7. - Z. wiss. InsBiol., 6(3): 93-97, (4): 133-136, (5): 161-167, (6/7): 219-224, 12 Abb.; Berlin.
- HÖPPNER, H. (1910b): Beiträge zur Adventiv- und Ruderalflora von Krefeld.- Mitteilungen des Vereins für Naturkunde, 1910: 53-59; Krefeld.
- HÖPPNER, H. (1910c): Zur Flora des Rheintales bei Düsseldorf.- Berichte über die Vers. des Botanischen u. des Zoologischen Ver. für Rheinland-Westfalen, 1910: E10-22; Bonn.
- HÖPPNER, H. (1911a): Bericht über die elfte Versammlung des Botan. u. d. Zool. Vereins zu M. Gladbach. (Botanik).- Ber. des Bot. u. d. Zool. Ver . für Rheinland-Westfalen, 1911: E1-6; Bonn.
- HÖPPNER, H. (1911b): Bericht über die dreizehnte Versammlung des Botan. u. d. Zool. Vereins für Rheinl. u. Westf. zu Iserlohn (Botanik). - Berichte über die Vers. des Bot. u. Zool. Vereins für Rheinl.- Westf. , 1911: E131-134; Bonn.
- HÖPPNER, H. (1911c): Das Koningsveen, ein Naturdenkmal. - Der Niederrhein, 3: 45-46, 4: 124-126; Kempen.
- HÖPPNER, H. (1912a): Bericht über die vierzehnte Versammlung des Bot. u. Zool. Vereins zu Düren (Botanik).- Ber. über die Vers. des Bot. u. d. Zool. Ver . f. Rheinl.- Westf., 1912: E1-2; Bonn.
- HÖPPNER, H. (1912b): Beitrag zur Biologie niederrheinischer Rubus-Bewohner. 4. E in Mischbau von Crabro larvatus W. und Odynerus (Ancistrocerus) trifasciatus F. - Ber. über die Vers. des Bot. u. d. Z ool. Ver . für Rheinl.- Westf., 1912: E20-24, 2 Abb.; Bonn.
- HÖPPNER, H. (1912c): Die Utricularien der Rheinprovinz.- Ber. über die Vers. d. Bot. u. Zool. Ver. f. Rhld. - Westf., 1912: E92-150; Bonn.
- HÖPPNER, H. (1913a): Eine bemerkenswerte atlantische Pflanzengesellschaft bei Grefrath am Niederrhein. - Der Niederrhein, 1913(1): 10-14; Düsseldorf.
- HÖPPNER, H. (1913b): Ist Sphecodes eine Schmarotzerbiene?.- Abhdlg. d. Ver. f. naturwissensch. Erforschung des Niederrheins, 1: 171-179; Krefeld.
- HÖPPNER, H. (1913c): Flora des Niederrheins.- 3. Auflage, 333 S. ; Krefeld (Halfmann).
- HÖPPNER, H. (1913d): Ein Freibau unserer Honigbiene.- Mitteilungen des Naturwissenschaftlichen Museums der Stadt Krefeld, 1913: 22-26; Krefeld.
- HÖPPNER, H. (1913e): Botanische Skizzen vom Heide- und Moorgebiet zwischen Dorsten und Wesel. - 41. Jb. d. Westf. Prov.- Ver. f. Wiss. u. Kunst, 41: 172-182; Münster.
- HÖPPNER, H. (1913f): Bericht über die sechzehnte Versammlung des Bot. u. d. Zool. Vereins für Rheinl.- Westf. in Altenberg (Rhld.). - Ber. über die Vers. des Bot. u. d. Zool. Ver. f. Rheinl.- Westf. , 1912: E61-63; Bonn.
- HÖPPNER, H. (1913g): Bericht über die siebzehnte Versammlung d. Bot. u. d. Zool. Vereins zu Essen a. d. Ruhr.- Ber. über die Vers. d. Bot. u. Zool. Ver . f. Rhld.- Westf., 1913: D1-3; Bonn.
- HÖPPNER, H. (1913h): Bericht über die achtzehnte Versammlung des Botan. u. d. Zool. Vereins zu Düsseldorf (Botanik).- Ber. über die Vers. d. Bot. u. Zool. Ver. f. Rhld.- Westf., 1913: D44-46; Bonn.
- HÖPPNER, H. (1913i): Bericht über die neunzehnte Versammlung des Botan. u. d. Zool. Vereins in Altena i. W. (Botanik).- Ber. über die Vers. d. Bot. u. Zool. Ver. f. Rhld. - Westf., 1913: D93-95; Bonn.
- HÖPPNER, H. (1914): Bericht über die zwanzigste Versammlung des Botan. u. d . Zool. Vereins zu Brühl.- Ber. über die Vers. d. Bot. u. Zool. Ver . f. Rhld.- Westf., 1914: D1-3; Bonn.
- HÖPPNER, H. (1915): Die Utricularien Westfalens .- 43. Jahresber. d. Westf. Prov. Ver. f. Wissenschaft u. Kunst, 43: 54-75; Münster.
- HÖPPNER, H. (1916a): Die Kriegsmelorierungen der Moore und ihr Einfluß auf die ursprüngliche Natur. (Bericht über die Moore am linken Niederrhein).- Beiträge zur Naturdenkmalpflege, 5(2): 183-187; Berlin.
- HÖPPNER, H. (1916b): Bericht über die zweiundzwanzigste Versammlung d. Bot. Ver. zu Aachen. - Ber. über d. Vers. d. Bot. Ver. f. Rhld. - Westf., 1916: D1-15; Bonn.
- HÖPPNER, H. (1916c): Orchigymnadenia Hahnei m. = Gymnadenia conopea + (Orchis incarnatus + maculatus), ein neuer bigenerer Bastard vom Niederrhein.- Abh. d. Ver. f. naturwissensch. Erforschung des Niederrheins, 2: 51-55; Krefeld.
- HÖPPNER, H. (1916d): Orchis Wirtgen ii m., ein konstant gewordener Bastard vom Niederrhein.- Abh. d. Ver. f. naturwissensch. Erforschung des Niederrheins, 2: 55-61; Krefeld.
- HÖPPNER, H. (1916e): Beiträge zur Flora des Niederrheins. I. Neue Orchis-Formen vom Niederrhein. II. Floristische Beiträge.- Abh. d. Ver. f. naturwissensch. Erforschung des Niederrheins, 2: 62-82; Krefeld.
- HÖPPNER, H. (1920): Die Kirchhellener Heide und das Bestener Torfveen. - Vestische Heimat, 1: 7-10; Buer in Westf.
- HÖPPNER, H. (1922): Wie die Niepkuhlen entstanden sind.- Die Heimat, 1: 122-125, 7 Abb.; Krefeld.
- HÖPPNER, H. (1923a): Bericht über d. Vers. zu Bonn am 9. u. 10. Oktober 1920 (Botanik).- Ber. ü. d. Vers. d. Bot. u. d. Zool. Ver. f. Rhld. - Westf., 1922: D1-5; Bonn.
- HÖPPNER, H. (1923b): Versammlung des Botanischen u. d. Zool. Ver. f. Rhld.- Westf. zu Rheine am 8. , 9. u. 10. September 1921 (Botanik).- Ber. ü. d. Vers. d. Bot. u. d. Zool. Ver. f. R hld.- Westf., 1922: D5-6; Bonn.
- HÖPPNER, H. (1923c): Versammlung d. Bot. u. d. Z ool. Ver . zu Krefeld am 2. - 4. Juni 1922 (Botanik).- Ber. ü. d. Vers. d. Bot. u. d. Zool. Ver. f. Rhld. - Westf., 1922: D7; Bonn.
- HÖPPNER, H. (1924): Kleine Beiträge zur Orchidaceen-Flora der Rheinprovinz. - Verhandl. d. Naturh. Ver. d. preuß. Rheinlande u. Westf., 81: 259-273; Bonn.
- HÖPPNER, H. (1925a): Die Rahmsümpfe bei St. Hubert. - Die Heimat, 4: 245-252; Krefeld.
- HÖPPNER, H. (1925b): Die Rahmsümpfe be i St. Hubert. - Die Natur am Niederrhein, 1(2): 5-12, 5 Abb. ; Krefeld.
- HÖPPNER, H. (1926a): Das Schwalmtal als Naturdenkmal. - Die Heimat, 5(4): 245-260, 17 Abb.; Krefeld.
- HÖPPNER, H. (1926b): Das Schwalmtal als Naturdenkmal.- Die Natur am Niederrhein, 2(2): 5-20; Krefeld.
- HÖPPNER, H. (1926c): Die Phanerogamenflora der Seen und Teiche des unteren Niederrheingebietes.- Archiv für Hydrobiologie, XVII: 11 7-158, 12 Taf. ; Stuttgart.
- HÖPPNER, H. (1926d): Orchis Beckerianus H. Höppner und sein Formenkreis nebst Bemerkungen zu verwandten Formenkreisen.- Ber. ü. d. Vers. d. Bot. u. d. Zool. Ver. f. Rhld.- Westf., 1926: D1-26, 4 Taf. ; Bonn.
- HÖPPNER, H. (1926e): 27. Vers. d. Bot. und Zool. Vereins zu Cleve vom 26.- 28. Mai 1926.- Ber . ü. d. Vers. d. Bot. u. d. Zool. Ver. f. Rhld. - Westf., 1926: D89-91; Bonn.
- HÖPPNER, H. (1926f): Botanischer Verein für Rheinland und Westfalen. 27. Versammlung des Botanischen Vereins in Cleve vom 26. -28. Mai 1926.- Allgem. Bot. Zeitschr. für Systematik, Floristik, Pflanzengeographie, 32: 220-221; Karlsruhe.
- HÖPPNER, H. (1926g): 28. Vers. d. Bot. Vereins für Rheinland und Westfalen in Hagen i.W. am 26. Oktober 1926.- Ber. ü. d. Vers. d. Bot. u. d. Zool. Ver. f. Rhld. - Westf., 1926: D91; Bonn.
- HÖPPNER, H. (1927a): Ist die Bislicher Insel vom botanischen und pflanzengeographischen Gesichtspunkt aus als Naturdenkmal anzusprechen? .- Die Natur am Niederrhein, 3(1): 13-15; Krefeld.
- HÖPPNER, H. (1927b): Das Hülserbruch einst und jetzt.- Die Natur am Niederrhein, 3(1): 24-32; Krefeld.
- HÖPPNER, H. (1927c): Botanische Skizzen aus dem Nettegebiet. - Die Natur am Niederrhein, 3(2): 39-54; Krefeld.
- HÖPPNER, H. (1928a): Bericht über die Ver. d. Bot. u. d. Zool. Ver. f. Rhld. u. Westf. am 8. u. 9. Juni 1927 in Dortmund. - Ber. d. Bot. u. Zool. Ver. f. Rhld.- Westf., 1927: 49-50; Bonn.
- HÖPPNER, H. (1928b): Bericht über die Ver. d . Bot. u. d. Zool. Ver. f . Rhld. u. Westf. in Osnabrück.- Ber. d. Bot. u. Zool. Ver. f. Rhld.- Westf., 1927: 50-52; Bonn.
- HÖPPNER, H. (1931): Eine botanische Wanderung durchs Hülserbruch.- Mitteilungen des Vereins Linker Niederrhein, 3(3): 86-89; Krefeld.
- HÖPPNER, H. (1932): Die Formen der Lobelia Dortmanna L..- Ber. d. Bot. u. Z ool. Ver. f. Rhld.- W estf., 1932: 1-2; Bonn.
- HÖPPNER, H. (1935): Die Formen des Potamogeton coloratus VAHL. .- Verhdlg. des Naturhist. Ver. d. Rhlde. u. Westf., 91: 174-178; Bonn.
- HÖPPNER, H. (1937): E in einsam lebender Baukünstler im niederrheinischen Seen- und Kuhlengebiet. - Die Heimat, 16(4): 299-306, 13 Abb.; Krefeld.
- HÖPPNER, H. (1938): Einsam lebende Bienen.- Rheinische Heimatpflege, 10(1): 78-80, 4 Abb.; Köln.
- HÖPPNER, H. (1939a): Der Trompeter im Hummelstaate .- Die Heimat, 18(1/2): 7-10; Krefeld.
- HÖPPNER, H. (1939b): Zwei lästige Ausländer in Krefelder Gärten.- Die Heimat, 18(4): 219-223, 4 Abb; Krefeld. Weiterhin als Sonderdruck der Heimat als Beilage zur Natur am Niederrhein, 1939(4).
- HÖPPNER, H. (1940): Die Großpflanzengesellschaften der niederrheinischen Teiche und Seen.- Rheinische Heimatpflege, 12(1/2): 55-68, 6 Abb.; Düsseldorf.
- HÖPPNER, H. (1941a): D er Sankert.- Die Heimat, 20(1/2): 90-94, 3 Abb.; Krefeld.
- HÖPPNER, H. (1941b): Ein botanischer Sommerausflug zum Krefelder Rheinhafen .- Ein Krefelder Heimatbuch, 2: 144-148; Krefeld. Der Artikel ist durch die Kriegswirren bedingt nie erschienen. Der fertige Druckfahnenabzug befindet sich im Nachlass HÖPPNER (DÜLL & KUTZELLNIG 1987).
- HÖPPNER, H. (1942): Die schönste Frühlingspflanze des Fürstenberges. - Der Niederrhein, 14(3): 45-47; Krefeld.
- HÖPPNER, H. (1948): Das Landschaftsschutzgebiet Hariksee.- Zusammengestellt von Josef Krahforst, Niederrh. Jahrbuch, 1: 14-16; Krefeld.
- HÖPPNER, H., & PREUSS, H. (1926): Flora des Westfälisch-Rheinischen Industriegebietes unter Einschluß der Rheinischen Bucht.- 381 S. ; Dortmund - Nachdruck 1971; Duisburg.
- STEEGER, A., & HÖPPNER H. (1936): Das Naturschutzgebiet „Wisseler Dünen“ am unteren Niederrhein.- Rheinische Heimatpflege, 8(1): 92-98; Düsseldorf.
- STEEGER, A., & HÖPPNER, H., & SCHREURS, TH. (1941): Krefelder Naturpfade.- 246 S., Hrsg. Verein Linker Niederrhein; Krefeld, erschienen im Jahr 1966.